# Trillium stamineum
Trillium stamineum är en nysrotsväxtart som beskrevs av Harb. Trillium stamineum ingår i släktet treblad, och familjen nysrotsväxter. Inga underarter finns listade.